# Campeonato Mundial Juvenil de Vela
El Campeonato Mundial Juvenil de Vela (ISAF Youth Sailing World Championships en idioma inglés) es una competición de vela juvenil (sub-19) organizada por la Federación Internacional de Vela -ISAF- (IYRU hasta 1996) que se realiza todos los años desde 1971 y que incluye los campeonatos del mundo juveniles de diferentes clases de embarcaciones.
Desde 1991 incluye la Copa de Naciones, que gana el país que mejor clasificación obtiene por equipos en las diferentes clases que compiten.
Las clases que compiten han ido cambiando durante los años.
En la edición de  2014, compitieron las siguientes clases:
- 420 masculino
- 420 femenino
- 29er
- SL 16
- Laser Radial masculino
- Laser Radial femenino
- RS:X masculino
- RS:X femenino

## Ediciones
| Año  | Sede                    | Ganador Copa Naciones |
| ---- | ----------------------- | --------------------- |
| 1971 | Angelholm               |                       |
| 1972 | Travemünde              |                       |
| 1973 | Península de Tróia      |                       |
| 1974 | Palamós                 |                       |
| 1975 | Largs                   |                       |
| 1976 | Toronto                 |                       |
| 1977 | Quiberon                |                       |
| 1978 | Perth                   |                       |
| 1979 | Livorno                 |                       |
| 1980 | Fort Worth              |                       |
| 1981 | Sines                   |                       |
| 1982 | Como                    |                       |
| 1983 | Auckland                |                       |
| 1984 | San Diego & Cowes       |                       |
| 1985 | Sankt Moritz            |                       |
| 1986 | Porto Carras            |                       |
| 1987 | Bahía de Botany         |                       |
| 1988 | Barcelona               |                       |
| 1989 | Montreal                |                       |
| 1990 | Muiden                  |                       |
| 1991 | Largs                   | Francia               |
| 1992 | Vilamoura               | Francia               |
| 1993 | Lago Garda              | Australia             |
| 1994 | Maratón                 | Nueva Zelanda         |
| 1995 | Hamilton                | Reino Unido           |
| 1996 | Newport                 | Reino Unido           |
| 1997 | Fukuoka                 | Francia               |
| 1998 | Ciudad del Cabo         | Francia               |
| 1999 | Kuopio                  | Francia               |
| 2000 | Sídney                  | Francia               |
| 2001 | Crozon & Morgat         | Francia               |
| 2002 | Lunenburg               | Nueva Zelanda         |
| 2003 | Madeira                 | Australia             |
| 2004 | Gdynia                  | Francia               |
| 2005 | Busan                   | Francia               |
| 2006 | Weymouth                | Italia                |
| 2007 | Kingston                | Australia             |
| 2008 | Aarhus                  | Reino Unido           |
| 2009 | Búzios                  | Francia               |
| 2010 | Estambul                | Francia               |
| 2011 | Zadar                   | Francia               |
| 2012 | Dublín                  | Reino Unido           |
| 2013 | Limasol                 | Italia                |
| 2014 | Tavira                  | España                |
|      | Archipiélago Langkawi   |                       |
| 2016 | Al Musannah Sports City |                       |
| 2017 | Acre                    |                       |